# Ebbalycke
Ebbalycke är en by i norra delen av Gammalstorps socken i Sölvesborgs kommun i Blekinge län, på vägen mellan Sölvesborg och Olofström.

## Läge
Ebbalycke ligger elva kilometer norr om tätorten Sölvesborg, och 19 kilometer söder om tätorten Olofström. Byn ligger i en dalgång på Ryssbergets östsluttning. Trots att byn inte har så stor befolkning har den tre busshållplatser på grund av sin långsträckta form.
I norr gränsar den till nästa by vid Ryssbergets sluttning, Bjäraryd. Från byn går det en gammal hästväg till fiskesjön Grundsjön mitt uppe på Ryssberget.

## Ortnamnet
Namnet kan delas upp i två delar: kvinnonamnet Ebba och efterleden -lycke, som betyder inhägnad liten åker. Bynamnet finns belagt sedan åtminstone år 1798.

## Stompastugan
Stompastugan i Ebbalycke, som omnämns i Blekingeboken 1929 var ett centralt begrepp i kommunen under början av 1900-talet. Den var byggd under 1700-talet och hade mycket låg takhöjd. De sista som bodde där var syskonparet Stompa-Jösse och Stompa-Karna, som båda var kortväxta, vilket gjorde att de inte hade några problem med de låga dörrarna och taket.
Stugan finns inte längre kvar. Det enda som syns är några tegelstenar i marken och fruktträd i närheten. Stugan låg cirka 300 meter från vägskälet Bjärarydsvägen/Knubbasliden, på Knubbasliden, på vänster sida, cirka 200 meter in på åkern.

## Sevärdheter

### Ljungbackastämman

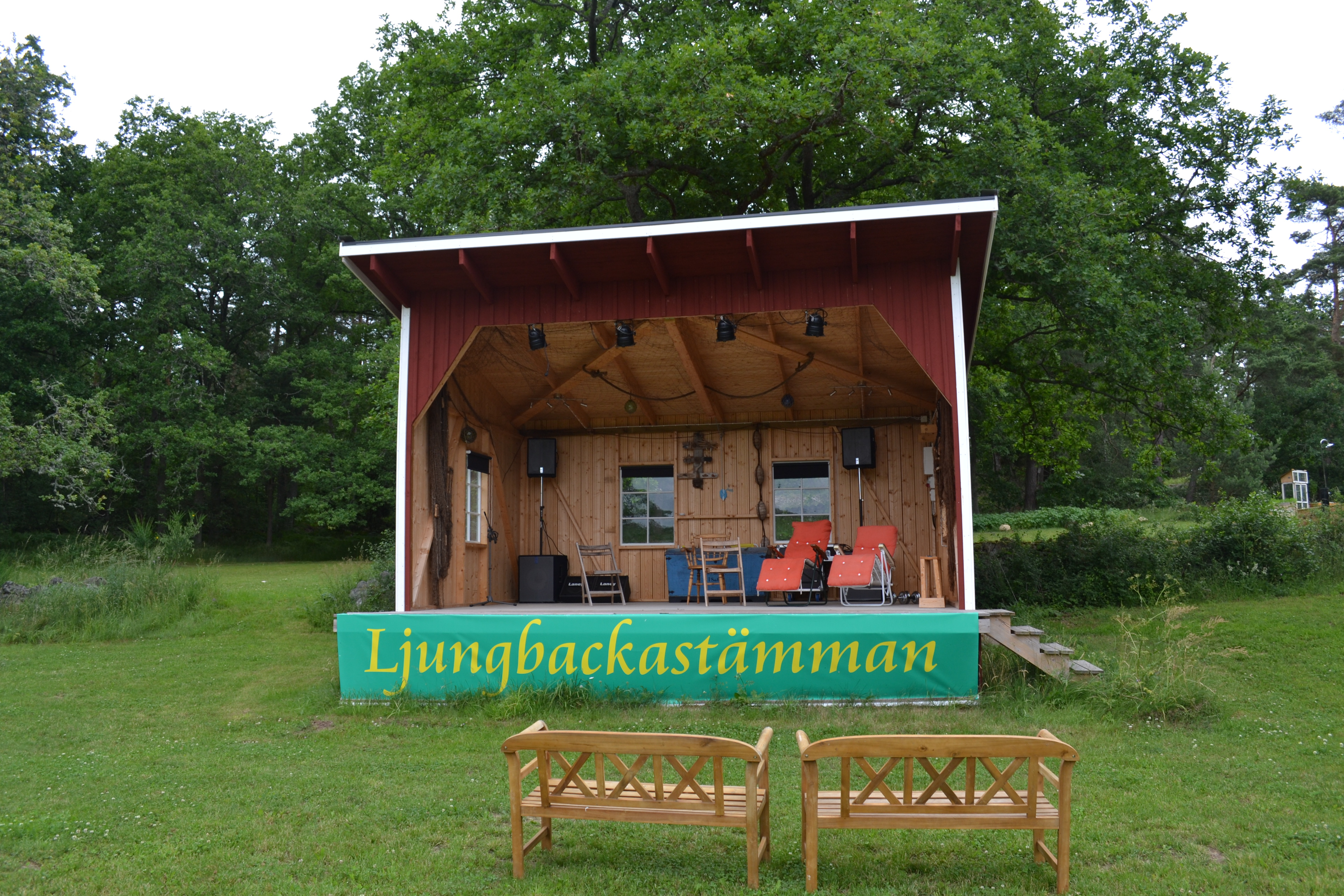
Den stationära scenen till Ljungbackastämman i Ebbalycke.

Ljungbackastämman är en spelmansstämma som hållits varje år i juli sedan 2013. År 2014 uppträdde Åsa Jinder och hennes dåvarande man Jonas Otter och 2015 CajsaStina Åkerström.

### Blekinges största björk

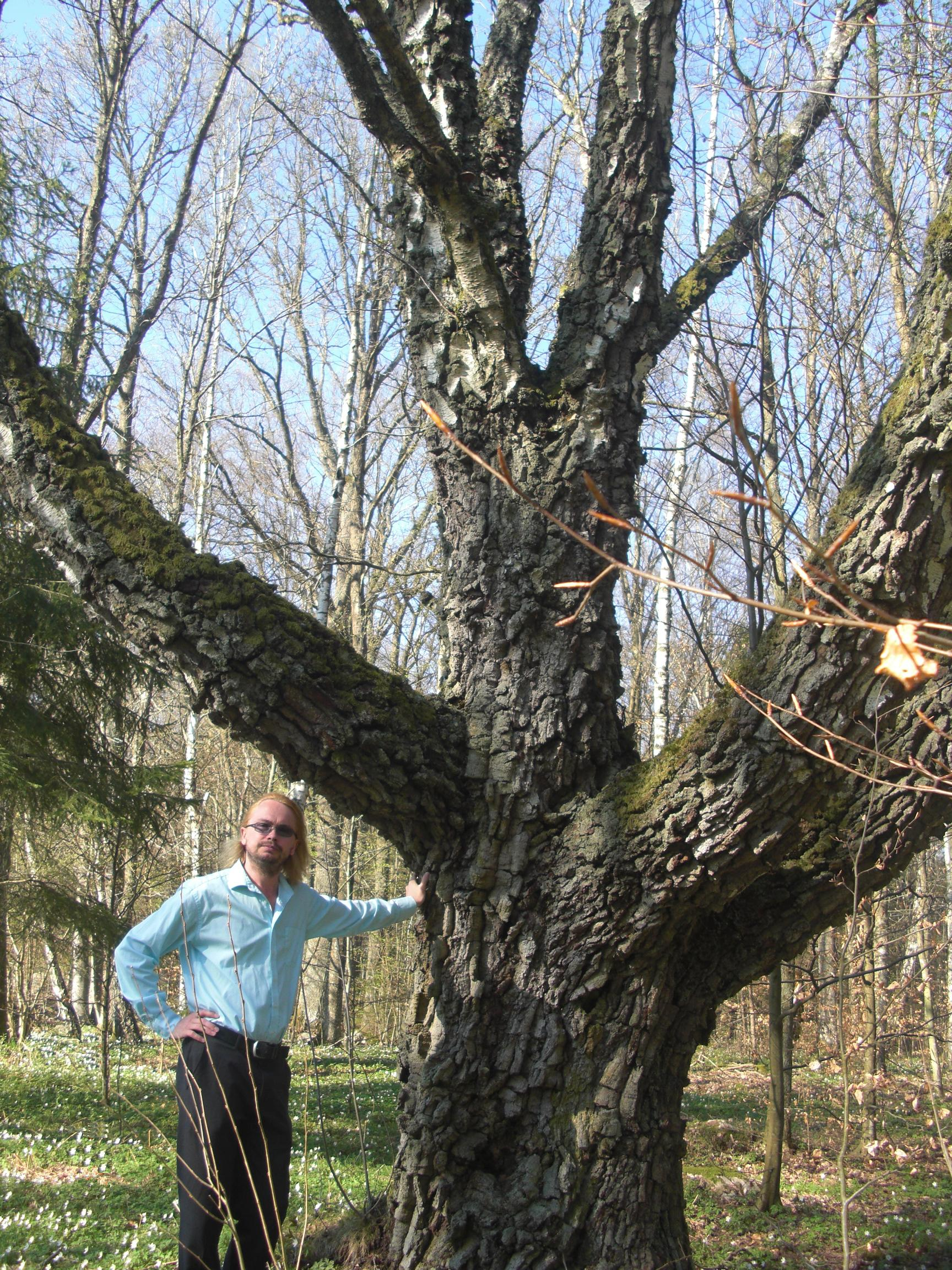
Blekinges största björk, mätt i omkrets jämfört med en man på cirka 75 kg och 183 cm (2011).

Ganska nära huvudvägen på Ryssbergssidan står Blekinges största björk, med en omkrets på 338 cm (smalaste stället på stammen upp till 130 centimeters höjd). Man kör 200 meter norrut från korsningen i byn, tar in på grusvägen upp på Ryssberget och kör 300 meter, till första huset. 20 meter in från vägen på höger sida utefter hustomtens stengärdsgård står trädet.

### Äppelgården
Centralt i byn fanns det en islandshästsuppfödning med ridturer på Ryssberget. Här ordnades det olika aktiviteter såsom sommarläger och julmarknad med hantverksprodukter.

### Fornminnen
Förutom Stompastugan finns det minst ett trettiotal ruiner i markerna runtom i byn från olika utflyttningar, exempelvis till Amerika. Utöver det finns det ett stort antal stengärdsgårdar som inramar hagmark.
Utefter vägen Knubbasliden finns stora delar av den gamla vägen bevarad, och en bit in i skogen ligger det en gammal kolugn för järntillverkning och ännu längre in finns flera gamla stenbrott.
I skogen på gränsen mot Hålabäck och Ryedal sägs det att snapphanar har haft sitt tillhåll, och här finns det flera intressanta lämningar. Ett bronsålders- eller järnåldersfält med tre runda stensättningar på mellan sex och tio meters diameter och en halv meter höga ligger i Rya hallar. Lite norr därom finns resterna av en lintorkningsanläggning. Ännu en bit därifrån finns en jättegryta, som kallas för Jättekitteln, som är en meter i diameter och 1,1 meter djup. Närmare Hålabäck ligger resterna av dammar som använts vid pottasketillverkning.

### Klapperstenar
I östra sluttningarna av byn ligger det ett klapperstensfält från istiden. För att hitta dit kör man Knubbasliden från korsningen i byn, österut. Efter cirka två kilometer, i en lång nedförsbacke, ligger klapperstenarna till höger 100 meter från vägen.